# نائیری (رایانه)

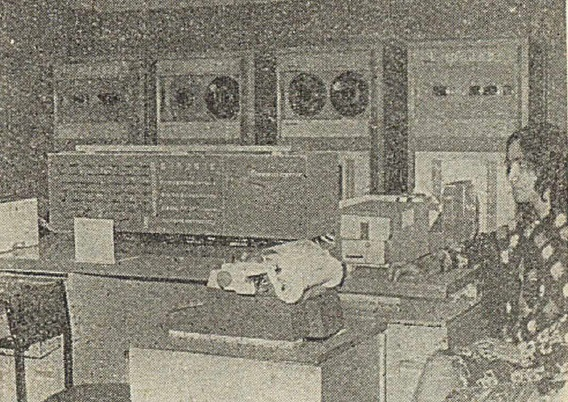

رایانه نائیری (ارمنی: Նաիրի) برای نخستین بار در سال ۱۹۶۴ در انستیتو پژوهشی ماشین‌های محاسباتی ایروان توسعه یافت و خط تولید آن راه اندازی شد. در سال ۱۹۶۵ نسخه اصلاح شده نائیری-ام، در سال ۱۹۶۷، نائیری-اس و نائیری-دو توسعه یافتند. نائیری-۳ و نائیری-۳–۱ که از تراشه‌های ترکیبی مجتمع بهره می‌بردند در سال ۱۹۷۰ توسعه یافتند. این رایانه‌ها برای امور متنوعی در حوزه‌هایی گسترده منجمله مهندسی و اقتصاد استفاده می‌شدند.